# Miniature Toy Horse
Le Miniature Toy Horse ou British Miniature Horse (français : cheval miniature britannique) est une race de chevaux miniature sélectionnée au Royaume-Uni. 

## Histoire
Comme les autres chevaux miniatures, il descend de poneys de petite taille, particulièrement du Shetland, du Gotland, du Dartmoor et du Welsh. Au cours de sa sélection, il a aussi été croisé avec le Falabella.

## Description
Il s'agit d'une des nombreuses races ou variétés de chevaux miniature. L'encyclopédie de CAB International, édition de 2020, renvoie l'entrée qui lui est consacrée à l'article du cheval miniature, mais celle de Delachaux et Niestle, édition de 2016, lui accorde une entrée séparée.
D'après le guide Delachaux, la taille doit être strictement inférieure à 90 cm, et se trouve généralement dans une fourchette allant de 50 à 80 cm. Cependant, la British Miniature Horse Society indique une taille maximale de 87 cm.
Le poids est d'environ 50 kg.
La tête est petite, les jambes sont fines et terminées par de petits sabots.
Ses robes peuvent être très variées.
La race est réputée rustique et de bonne longévité.
La British Miniature Horse Society enregistre les chevaux miniatures présents sur le sol britannique.

## Utilisations
Il sert essentiellement d'animal de compagnie et ne peut pas être monté, étant trop petit et léger.
Il est parfois présenté en spectacle.

## Diffusion de l'élevage
La race est d'origine britannique et peu diffusée, restant rare.